# A magyar könyvkiadás 20. századi története
A magyar könyvkiadás XX. századi története.

## A XX. század első felének könyvkiadása
A könyvkiadás első államosítására az első világháború után, 1919 tavaszán, a Tanácsköztársaság idején került sor. A proletárdiktatúra megszüntette a sajtószabadságot. A sajtótermékek kiadásának és terjesztésének engedélyezéséről a Szellemi Termékek Országos Tanácsa döntött. A 20 főnél több munkást foglalkoztató vállalatokat már az első napokban államosították és bizottságok irányítására bízták. Később a könyvkiadás és könyvkereskedelem teljes egésze állami befolyás alá került. Ennek a folyamatnak természetes velejárója volt a cenzúra alkalmazása.
Az 1920-as, 1930-as években a könyvkiadás terén visszaálltak a dualizmus kori tulajdonviszonyok: a kiadóvállalatok, nyomdák és könyvkereskedések visszakerültek a korábbi tulajdonosok kezébe. 
A második világháborút követő koalíciós időkben, 1945-1948 között a könyvkereskedelem jelentős része még magánkézben volt, a háborús pusztítások és egyéb megpróbáltatások miatt azonban a régi könyvesboltok csak nehezen tudtak újból kereskedelemmel foglalkozni.

## Könyvkiadás a szocializmus idején
A koalíciós korszak és a többpártrendszer 1949-ben véget ért. A szocialista kultúrpolitika jellemzői – a központi pártirányítás, a más világnézetek iránti harcos intolerancia és a magánkezdeményezések elfojtása – lettek az irányadóak.
Már 1948-ban elkezdődött a nagy könyvkiadók (Athenaeum, Révai, Franklin, Hungária, Új Magyar Könyvkiadó Vállalat) államosítása, majd a következő évben államosították a közép- és kisvállalkozások legtöbbjét is. Élükre megbízható kommunista vezetőket állítottak, akik legtöbbször teljesen tapasztalatlanok voltak a könyvkiadás területén. 
A könyvterjesztés 1949-től a Belkereskedelmi Minisztérium felügyelete alá került. Létrejött a Könyvterjesztő Nemzeti Vállalat, mely az állami kézben levő könyvtárakat és azokat a könyvesboltokat foglalta magában, amelyek jogutód nélkül maradtak. E szervezetekből vált ki 1950-ben a kiskereskedelem irányítására a Könyvesbolt Kiskereskedelmi Vállalat. Ezen vállalatok, valamint a Szikra Könyv- és Propagandaanyag-terjesztő összevonásával született meg az Állami Könyvterjesztő Vállalat 1951-ben.
1952-ben történt meg a magán-könyvkereskedelem teljes felszámolása: 87 budapesti és 95 vidéki könyvkereskedő iparjogosítványát vonták vissza. A papír- és írószer-kereskedőktől is megvonták a könyvárusítás jogát, s ezzel együtt könyvkészleteiket is elkobozták.
Az Állami Könyvterjesztő Vállalat megindította az országos könyvesbolti hálózat kiépítését. Megszűntek azok a több évszázados hagyományra visszatekintő vegyes könyvesboltok, amelyek a könyveken kívül papírárut és írószert is árusítottak. Szakkönyvesboltokat és antikváriumokat hoztak létre (orvosi, műszaki, mezőgazdasági, zenemű, idegen nyelvi stb.).
1969-ben megalakult a Magyar Könyvkiadók és Könyvterjesztők Egyesülete. 1972-től a fővárosban a bolti és az üzemi könyvterjesztést az Állami Könyvterjesztő Vállalat, vidéken pedig a Művelt Nép Könyvterjesztő Vállalat látta el. Néhány kiadó (Akadémiai, Kossuth, Táncsics) kiadványait saját terjesztőhálózatán keresztül is forgalomba hozhatta. A könyvek és folyóiratok exportját, importját kizárólag a Kultúra Könyv- és Hírlapkereskedelmi Vállalat bonyolította le.
A Magyar Szocialista Munkáspárt ellenőrző szerve, a Könyvkiadási Bizottság készítette el az ajánlott, illetve betiltott szerzők és témák listáit, melyeket aztán a kiadóvállalatokhoz továbbítottak. A kiadás nem üzleti alapon folyt, célja a tömegek oktatása volt. 
A kiadók mindegyike saját profillal rendelkezett. A Magyar Tudományos Akadémia kiadója, az 1950-ben létesült Akadémiai Kiadó az akadémiai intézetek kiadványait és tudományos összefoglalásokat készítette, a magyar tudományos eredmények magyar és idegen nyelvű közzétételét, hazai és külföldi terjesztését végezte. A szótár- és lexikonkiadás, valamint a magyar nép történeti, nyelvi, művészeti, tudományos értékeinek megőrzésére hivatott sorozatok, monográfiák kiadásai alkották még fő tevékenységi körét. A bolthálózattal is rendelkező céget 1984-ben összevonták az Akadémiai Nyomdával, ezt követően Akadémiai Kiadó és Nyomda Vállalat néven működött. 
A politikai kiadványok főleg a Kossuth Kiadónál, a jogi és közgazdasági művek - jogszabály- és bírósági döntvénygyűjtemények, elméleti és szakmai kiadványok - a Közgazdasági és Jogi Könyvkiadónál, az ismeretterjesztő és tudománynépszerűsítő művek a Gondolat Kiadónál láttak napvilágot. 
A magyar szépirodalom kiadója a Szépirodalmi és a Magvető Könyvkiadó, a világirodalomé pedig főként az Európa Könyvkiadó volt. A szakszervezetek kiadója a Táncsics, az ifjúsági irodalomé a Móra Ferenc Ifjúsági Könyvkiadó lett. A nyereségesség előtérbe kerülésével, televízió- és rádióműsorokhoz kapcsolódva az 1970-80-as években az RTV-Minerva tudományt népszerűsítő és szórakoztató műveket jelentetett meg. Az idegen nyelvű kiadványokat elsősorban a Corvina, a bibliofil jellegűeket a Magyar Helikon Könyvkiadó jelentette meg. A tankönyveket a Tankönyvkiadó Vállalat adta ki.
A könyvesbolt-hálózat csak néhány nagyobb városban fejlődött. Budapesten a lakótelepeken nyíltak könyvesboltok. A fővárosban 1984-ben 162, vidéken 364 könyvesbolt működött. A magyar könyvkiadás és könyvkereskedelem látványos, számokban is jól kifejezhető eredményeket ért el, az értékek évről évre rohamos emelkedést mutattak. 
A könyvpiac markáns fejlődését a könyvkiadás- és terjesztés állami támogatása tette lehetővé. Az árak költségektől és a piaci feltételektől függetlenek voltak. Az alacsony könyváraknak köszönhetően pedig a lakosság egyre többet költhetett könyvekre. 
A „pártállam” keretei között azonban a könyvkiadás és forgalmazás mindvégig irányított tevékenység volt, mely nélkülözte a polgári véleménynyilvánítás és a sajtószabadság kritériumait. Természetesen ebben is történtek változások, az ötvenes évek kemény diktatúráját a '70-es, '80-as években enyhülés követte. Az ideológiai ellenőrzés fokozatosan csökkent, a cenzúra egyre lazábbá vált, a gazdasági nehézségek pedig a támogatások megcsappanásához vezettek. 
Az enyhüléshez az is hozzájárult, hogy a ’80-as években az állami támogatás mértéke csökkent, a kiadók ezért a könnyű műfajú és nagy sikerre számító könyvek sorozatos kiadásával próbálták a bevételüket maximalizálni. A tömegízlés ismét jelentős szerepet kapott a kiadói tervek összeállításában. Ezzel egy időben jelentősen visszaesett a szépirodalmi művek aránya, a tudományos könyvkiadás pedig még jobban megsínylette a változásokat.

## Könyvkiadás a rendszerváltás után
Az 1989-es rendszerváltás után eltűntek az ellenőrzés és a támogatás régi szabályai. Nem volt többé cenzúra, bármit ki lehetett adni és el lehetett olvasni. Ebben az évben született meg az a hivatalos közlemény, mely szerint bármely hivatalosan bejegyzett cég vagy szervezet foglalkozhat kiadással, a hatóságok előzetes hozzájárulása vagy engedélye nélkül. Minden, amit 1948 óta nem lehetett megjelentetni, most "testet ölthetett", és hatalmas példányszámokban kelt el. A kereslettel a kiadók nem tudtak megbirkózni. A megnövekedett igények kielégítésére új kiadók százai tűntek fel, melyeknek nagy része nem sokáig tudott talpon maradni.
Az 1990-es Előprivatizációs Törvény után a könyvesboltok majdnem kétharmada magánkézbe került, melynek következménye az lett, hogy az üzlethelyiséget más célra használta fel az új tulajdonosa. Így falvak, néha egész városok maradtak könyvesbolt nélkül. A megmaradtaknak pedig az országban mindenütt elburjánzó utcai standokkal kellett versenyezniük. Az utcai árusok főleg közterekre, metróállomásokba, aluljárókba települtek, és leginkább a bestsellerekre szakosodtak.
A könyvipar válságának legfontosabb oka azonban a terjesztő rendszer összeomlása volt. A kommunista időkben a nagy- és kiskereskedelmet is három nagy állami vállalat irányította. Ezek a vállalatok 1990-1992 között csődbe mentek, és a terjesztést a zűrzavar jellemezte. Megszűnt a korábbi határvonal a nagy- és kiskereskedők között, eltűnt a megszokott kiadó–nagykereskedő–olvasó csatorna. A kis példányszámú könyvek terjesztését nem szívesen vállalták, vagy csak annak töredékét vették át, az árrést pedig felnyomták. A kisterjesztők általában késtek a fizetéssel, ami egy magas infláció által jellemzett gazdaságban jelentős anyagi terhet jelentett.
Mire az első privatizáció 1993-ban végbement, a kiadók helyzete még jobban leromlott, pénzügyi problémáik súlyosbodtak, a potenciális beruházók pedig elvesztették lelkesedésüket. A szerzői jogtörvény a szerzőknek kedvezett a kiadókkal szemben, így a szerzők olyan kikötésekkel élhettek, hogy a kiadók számára a mű kereskedelmi kiaknázásának lehetőségei nagyban lecsökkentek. Azzal, hogy a szerzői jog minden egyes kiadás után visszaszállt a szerzőre, az állami kiadóvállalatok raktári állománya gyakorlatilag értéktelennek számított, nem minősülhetett vagyontárgynak a privatizáció során. Végül néhány vállalat külföldi, egy vagy két magyar tulajdonos kezébe került, sok vállalatot pedig be kellett zárni.
A könyvipar posztkommunista válságának egy másik fontos tényezője az adórendszer volt. 1990-ben eltörölték a könyvkiadók és terjesztők 80%-os adókedvezményét, mely a rendszerváltás után segítette az ipar fellendülését. Az 1993-ban a könyvekre is bevezetett áfa további pénzügyi nyomást gyakorolt a kiadókra. Először 6%-os adót vetettek ki a könyvekre, mely 1994-ben 10%-ra, végül 1995-ben 12%-ra nőtt. A terheket az állam úgy próbálta ellensúlyozni, hogy a kulturális értéket képviselő könyvek kiadását segítő alapokat hozott létre. Ilyen volt a Magyar Könyv Alapítvány  és a Nemzeti Kulturális Alap , mely minden évben különböző összegeket utalt ki a költségvetésből, valamint a magán kezdeményezésű Soros Alapítvány.
Az ezredforduló után, a 2000-es években folyamatosan néhány nagy könyvkereskedő, és részben könyvkiadó cég kezdte el dominálni a piacot. Az évtized végére a könyvkiadói hátterű Alexandra (Pécsi Direkt) és a könyvkiadókhoz csak tulajdonosi hátterén keresztül kapcsolódó Libri uralják a piacot. Rajtuk kívül a szintén erős könyvkiadókkal rendelkező Líra és az online kereskedelem legerősebb alakja, a Bookline bír fontos szereppel. A könyvkiadók mozgásterét e nagy terjesztők, bolthálózatok szándékai és lehetőségei határozzák meg. Tekintettel arra, hogy 2009-re a hálózatok - nem elsősorban a gazdasági válság, hanem - a Librire és Alexandrára jellemző, nagyon drágán fenntartható, nagy alapterületű bevásárlóközpontbeli boltokból túl sokat üzemeltetnek, nagyon kemény versenyhelyzet alakult ki. A - nem fenntartható - verseny következtében a nagy hálózatok veszteségesek lettek, és a független kiadók könyveiből is kevesebbet adnak el, és jelentős késésekkel fizetnek. 2009-2010-ben a gazdasági válságtól független, mélyebb válságban van a könyvkiadás, és valamilyen irányú változások várhatók. A tömeges csőd vagy egy újfajta terjesztési modell merül fel alternatívaként.

## Magánkiadás
A szerzőknek lehetősége van saját maguk által finanszírozva kiadni, megjelentetni könyvüket. További információ: szerzői könyvkiadás

## Külső hivatkozások
- A könyvkiadás története 1948-tól (in: A magyar irodalom története 1945–1975)